# Alfonso Martínez-Mena
Alfonso Martínez-Mena es un escritor español, novelista, cuentista y autor de literatura infantil y juvenil.
Nació en Alhama de Murcia. Ha ganado el Premio Barco de Vapor. En su pueblo natal se convoca un premio literario dedicado al relato breve (género en el que es maestro) que lleva su nombre. 